# The Lost Room
Căn phòng bí ẩn hay The Lost Room là một bộ phim khoa học giả tưởng với định dạng mini series của truyền hình Hoa Kỳ lên sóng trên kênh Sci Fi Channel. Bộ phim xoay quanh một căn phòng lạ thường và những vật dụng hàng ngày nhưng có khả năng kỳ lạ trong căn phòng đó. Tâm điểm của bộ phim là Joe Miller, do trong một đuổi bắt tội phạm, con gái của anh là Anna đã đi vào căn phòng mà không mang chìa khoá, cửa phòng đóng lại và cô bé biến mất. Anh phải đi tìm tất cả các món đò trong căn phòng để cứu con gái mình. Đây là một căn phòng của một nhà nghỉ điển hình của thập niên 60s ở U.S. Route 66, Căn phòng bí ẩn tồn tại ngoài thời gian và không gian kể từ năm 1961, nó trở nên như vậy kể từ sau "Sự kiện" diễn ra.

### Đồ vật
- Chiếc chìa khoá: có khả năng đưa người nắm giữ nó đi và một căn phòng và từ cánh cửa của căn phòng này họ có thể đi đến bất cứ nơi đâu họ muốn.
- Con dao nhỏ: làm hôn mê đối phương trong phạm vi nhất định.
- Cây lược: dừng thời gian lại trong tầm 10 giây, làm đông cứng các vật thể khác.
- Đồng hồ báo thức: kết hợp với chìa khóa và bốc hơi kim loại.
- Cây bút bi: sau khi bấm ngòi bút thì đâm ngòi bút vào bất kì vật thể nào sẽ bốc cháy.
- Con mắt: gắn con mắt vô mắt của mình nó sẽ khiến cơ thể trở nên bất khả xâm phạm và có thể tiêu diệt đối phương chỉ bằng cái nhìn.
- Cặp kính: ngăn ngừa mọi sự tấn công vào người sở hữu nó.
- Bút chì: mỗi lần dùng bút chi gõ xuống bàn sẽ được rơi ra một số tiền.
- Chiếc áo khoác: khả năng chống đạn nhưng không hoàn toàn bất khả xâm phạm vì viên đạn vẫn gây ra sát thương lên cơ thể.
- Đồng xu: tạo ảo ảnh.
- Tập vé xe bus: khi chạm vào ai người đó sẽ trở về khu vực có nhà nghỉ.
- Cái kéo: làm đảo lộn mọi thứ.

## Tập phim
| # | Title                          | Directed by        | Written by                                                                           | Original air date    |
| - | ------------------------------ | ------------------ | ------------------------------------------------------------------------------------ | -------------------- |
| 1 | "The Key and the Clock"        | Craig R. Baxley    | Truyện: Christopher Leone & Paul Workman Teleplay: Christopher Leone & Laura Harkcom | 11 tháng 12 năm 2006 |
| 2 | "The Comb and the Box"         | Michael W. Watkins | Christopher Leone & Laura Harkcom                                                    | 12 tháng 12 năm 2006 |
| 3 | "The Eye and the Prime Object" | Craig R. Baxley    | Christopher Leone & Laura Harkcom                                                    | 13 tháng 12 năm 2006 |